# Liste der Einträge im National Register of Historic Places im Carroll County (Iowa)

Lage des Carroll County in Iowa

Die Liste der Einträge im National Register of Historic Places im Carroll County in Iowa führt die Bauwerke und historischen Stätten im Carroll County auf, die in das National Register of Historic Places aufgenommen wurden.

## Legende
| NRHP | Historic Place    |
| HD   | Historic District |

## Aktuelle Einträge
| [ 2 ] | Name                                                            | Bild                                                            | Eintragsdatum        | Lage                                                                                  | Ort                       | Beschreibung                                                                                            |
| ----- | --------------------------------------------------------------- | --------------------------------------------------------------- | -------------------- | ------------------------------------------------------------------------------------- | ------------------------- | --- |
| 1     | American Express Building-Carroll                               |                                                                 | 1990 ID-Nr. 90001299 | North West Street Ecke West 5th Street 42° 3′ 55″ N, 94° 52′ 18″ W                    | Carroll                   | 1896 errichtetes Gebäude                                                                                |
| 2     | Armour Creameries Poultry House                                 |                                                                 | 2011 ID-Nr. 11000815 | 218 5th Avenue South 41° 52′ 10,2″ N, 94° 40′ 38,9″ W                                 | Coon Rapids               | |
| 3     | Carnegie Library Building                                       |                                                                 | 1976 ID-Nr. 76000739 | 125 East 6th Street 42° 3′ 58″ N, 94° 51′ 58″ W                                       | Carroll                   | 1905 im Stil der Prairie Houses errichtete Carnegie-Bibliothek                                          |
| 4     | Chicago & Northwestern Passenger Depot and Baggage Room-Carroll | Chicago & Northwestern Passenger Depot and Baggage Room-Carroll | 1990 ID-Nr. 90001302 | North West Street Ecke West 5th Street 42° 3′ 56″ N, 94° 52′ 21″ W                    | Carroll                   | 1896 im neuromanischen Stil errichtetes Bahnhofsgebäude der damaligen Chicago and North Western Railway |
| 5     | Fobes Octagon Barn                                              |                                                                 | 1986 ID-Nr. 86001420 | IA 286 42° 8′ 14″ N, 94° 42′ 30″ W                                                    | Lanesboro                 | 1883 errichtete achteckige Rundscheune                                                                  |
| 6     | Kittyhawk Avenue Bridge                                         |                                                                 | 1998 ID-Nr. 98000749 | Brücke der Kittyhawk Avenue über einen kleinen Feldbach 42° 1′ 47,1″ N, 94° 53′ 54″ W | südwestlich von Carroll   | 1913 errichtete Fachwerkbrücke                                                                          |
| 7     | William A. Leet and Frederick Hassler Farmstead District        |                                                                 | 1999 ID-Nr. 99000526 | 12196 311th Street 41° 54′ 19″ N, 95° 2′ 58″ W                                        | Manning                   | 1916 eingerichtete Farm                                                                                 |
| 8     | Orange Avenue Bridge                                            |                                                                 | 1998 ID-Nr. 98000747 | Brücke der Orange Avenue über einen kleinen Feldbach 42° 6′ 53,1″ N, 94° 48′ 47,1″ W  | westlich von Lidderdale   | 1913 errichtete Fachwerkbrücke                                                                          |
| 9     | Quail Avenue Bridge                                             |                                                                 | 1998 ID-Nr. 98000750 | Brücke der Quail Avenue über einen kleinen Feldbach 42° 1′ 50″ N, 94° 47′ 0″ W        | südöstlich von Carroll    | 1913 errichtete Fachwerkbrücke                                                                          |
| 10    | Robin Avenue Bridge                                             |                                                                 | 1998 ID-Nr. 98000748 | Brücke der Robin Avenue über einen kleinen Feldbach 42° 5′ 51″ N, 94° 45′ 51″ W       | südöstlich von Lidderdale | 1913 errichtete Fachwerkbrücke                                                                          |
| 11    | Storm Creek Bridge                                              |                                                                 | 1998 ID-Nr. 98000744 | Brücke der Phoenix Avenue über den Storm Creek 42° 6′ 7″ N, 94° 48′ 11″ W             | nordöstlich von Carroll   | 1913 errichtete Fachwerkbrücke; auch als Phoenix Avenue Bridge bekannt                                  |
| 12    | Storm Creek Bridge 2                                            |                                                                 | 1998 ID-Nr. 98000746 | Brücke der 190th Street über den Storm Creek 42° 4′ 42″ N, 94° 46′ 49″ W              | östlich von Carroll       | 1913 errichtete Fachwerkbrücke                                                                          |

## Frühere Einträge
| [ 2 ] | Name               | Bild | Eintragsdatum        | Lage                                                                                       | Ort         | Beschreibung                                                                                             |
| ----- | ------------------ | ---- | -------------------- | ------------------------------------------------------------------------------------------ | ----------- | --- |
| 1     | Coon Rapids Bridge |      | 1998 ID-Nr. 98000745 | Brücke der South 5th Avenue über den Middle Raccoon River 41° 51′ 53,4″ N, 94° 40′ 38,1″ W | Coon Rapids | 1922–1923 errichtete Fachwerkbrücke; 2014 durch eine neue Brücke ersetzt und aus dem Register gestrichen |